# Stabilimento Fiat di Termini Imerese
Lo stabilimento di Termini Imerese, aperto nel 1970, è stato uno stabilimento per la produzione di autoveicoli di piccola cilindrata dei marchi FIAT e, negli ultimi anni, Lancia. Fu dismesso definitivamente dalla Fiat Spa il 31 dicembre 2011.

## Storia

### Nascita di Sicilfiat
Nel 1967 nacque la "Sicilfiat", una società a partecipazione pubblica, di cui la FIAT deteneva il pacchetto di maggioranza con il 60% delle azioni e la Regione Siciliana il restante 40% , tramite la So.Fi.S prima e poi tramite l'ESPI (Ente siciliano per la promozione industriale). Lo stabilimento fu completato nel 1970 nel territorio comunale di Termini Imerese, grazie ad un consistente contributo della Regione erogato al gruppo Fiat per ottenerne la localizzazione nel territorio, con un'occupazione iniziale di 350 addetti.
Nel 1977 la Fiat acquisì la totalità delle azioni, per cui lo stabilimento divenne uno dei tanti del gruppo con una forza lavoro che era in quel momento di circa 1500 addetti.

### Gli anni '80 e '90
La fabbrica di Termini Imerese, come riconosceva anche Sergio Marchionne, era divenuta un modello produttivo; con 1.500 dipendenti nel 1979 all'avvio della produzione della Panda e lavoro articolato su tre turni. Nella seconda metà degli anni ottanta a Termini erano occupati 3.200 operai con almeno 1.200 nell'indotto. 
Nel 1993 iniziò la crisi del settore auto in concomitanza con l'inizio della produzione della Tipo e si verificò la prima ristrutturazione aziendale; ebbe così inizio la cassa integrazione. Il numero di occupati continuò a scendere fino ai 1900 dell'ultimo periodo di vita in seguito alle ripetute riorganizzazioni della forza-lavoro.
In conseguenza del calo delle vendite di Fiat Auto lo stabilimento di Termini Imerese venne inserito tra quelli economicamente poco competitivi secondo i piani aziendali, in quanto buona parte della componentistica per l'assemblaggio delle vetture era prodotta nel Nord Italia e ciò faceva aumentare i costi a causa del trasporto. Tra il 1991 e il 2001 il numero di addetti occupati si ridusse di 1.134 unità.
Come motivo sfavorevole all'impianto venne addotto il fatto che, producendo un solo modello per volta, fosse rimasto strettamente legato nel calcolo produttivo al successo commerciale dell'auto prodotta. Per questi motivi venne inserito tra gli stabilimenti da chiudere secondo il piano approntato dall'amministratore delegato del gruppo, Sergio Marchionne.

### La crisi e la chiusura
Nel 2002 furono licenziati 223 dipendenti. Si prospettò la chiusura. Iniziarono le lotte sindacali che sembrarono di poter salvare la fabbrica. Ma la forza lavoro scese a 1.536 unità con il calo anche dell'indotto a circa 800. 
Nel giugno 2009 la Fiat, per bocca del suo CEO Marchionne confermava la produzione della Lancia Ypsilon fino al 2011 e, rispetto al tema scottante delle sorti dello stabilimento, che intendeva mantenerlo ma con produzioni diverse da quella automobilistica e per questo, aggiungeva, si dovrà rivedere l'accordo di programma.
Ma nel gennaio 2010, durante il suo intervento all'Automotive News World Congress organizzato al Renaissance Center di Detroit, Marchionne affermava categoricamente l'irrevocabilità dei piani di chiusura della fabbrica siciliana. 
Il 26 novembre 2011 venne ufficializzata la chiusura della trattativa sulla parte economica riguardante gli incentivi alla mobilità per gli ultimi lavoratori dello stabilimento, dismesso definitivamente dalla Fiat il 31 dicembre 2011.

### Il bluff della riconversione
Le tante ipotesi sul salvataggio dell'importante struttura rimasero prive di riscontri oggettivi. Tra le tante ipotesi di riconversione, una prevedeva che lo stabilimento venisse acquistato dal gruppo italiano DR Motor Company, tuttavia vennero posti tanti ostacoli durante le trattative facendo fallire anche tale opzione.
Dal 1º gennaio 2015 lo stabilimento passò alla newco Blutec, società del gruppo Metec (Stola) per la produzione di componenti per auto, con il sostegno di finanziamenti erogati da Invitalia. Contestualmente il viale principale del sito venne rinominato Viale 1º maggio. Lo stesso anno vennero riassunti novanta operai, già in cassa integrazione, ma solo per una preparazione operativa dei futuri lavori. Con l'acquisto e l'arrivo dei macchinari e le necessarie modifiche degli impianti lo stabilimento sarebbe dovuto tornare a produrre auto, ma di nuovo tipo: ibride ed elettriche. Il programma tuttavia rimase inattuato; sorsero problemi relativi al finanziamento Invitalia. Tutte le dichiarazioni d'intenti rimasero tali, nessuna attività concreta ebbe mai inizio. Nel marzo del 2019, il presidente Roberto Ginatta di Blutec e l'amministratore delegato Cosimo Di Cursi furono posti agli arresti domiciliari per malversazione ai danni dello Stato. La Guardia di Finanza mise sotto sequestro anche la fabbrica e 16 milioni di euro.

### Nuove prospettive
AI fini della gestione patrimoniale, la ex Blutec s.p.a venne posta in "Amministrazione straordinaria" e furono nominati appositi commissari. Dopo molte trattative il 30 maggio 2024 i commissari straordinari hanno informato il Ministero delle imprese e del made in Italy che era stato sottoscritto il contratto di cessione alla Pelligra Italia Holding Srl, aggiudicataria dell'area dello stabilimento con l'offerta di 8,5 milioni di euro. L'accordo prevede l'assunzione di circa 350 dipendenti ex Blutec tra quelli in cassa integrazione e una serie di investimenti atti alla riqualificazione dell'area . I progetti di sviluppo prevedono la realizzazione di un polo industriale e manifatturiero green innovativo attraverso lo sviluppo di un interporto per la Sicilia occidentale.

## Produzione
| Foto | Marca  | Modello          | Inizio produzione | Fine produzione |
| ---- | ------ | ---------------- | ----------------- | --------------- |
|      | FIAT   | 500 L            | 1970              | 1972            |
|      | FIAT   | 500 R            | 1972              | 1975            |
|      | FIAT   | 126              | 1975              | 1979            |
|      | FIAT   | Panda            | 1980              | 1992            |
|      | FIAT   | Punto (1ª serie) | 1993              | 1999            |
|      | FIAT   | Punto (2ª serie) | 1999              | 2005            |
|      | Lancia | Ypsilon (843)    | 2005              | 2011            |